# 수어싸이드 룸
수어싸이드 룸(Sala Samobojcow, Suicide Room)은 폴란드에서 제작된 얀 코마사 감독의 2011년 드라마, 스릴러 영화이다. 야쿱 기에르샬 등이 주연으로 출연하였다.

## 출연

### 주연
- 야쿱 기에르샬

### 조연
- 로마 가시오로브스카
- 아가타 쿠레샤
- 크지슈토프 피에크진스키
- 바르토시 겔너
- 피오트 노악
- 필립 보벡
- 킹 프레이스
- 안나 일크죽
- 막달레나 스말라라
- 비에스라브 코마사

## 제작진
- 의상: 도로타 로쿠에플로